# Nedjem
Nedjem va ser un príncep egipci de la XVIII Dinastia. Era fill del faraó Amenofis II.
Se'l coneix gràcies només a una font: se l'esmenta juntament amb el seu germà Webensenu en una estàtua de Minmose, supervisor dels obrers de Karnak.